# Championnat d'Argentine de football 1963
Navigation
Saison précédente Saison suivante
La saison 1963 du Championnat d'Argentine de football est la 33e édition professionnelle de la première division argentine. Le championnat rassemble les 14 meilleures équipes du pays au sein d'une poule unique, où chaque club rencontre tous ses adversaires deux fois. Pour permettre le passage de la Primera División de 14 à 16 équipes, il n'y a pas de relégation en fin de saison et deux clubs sont promus de Segunda División.
C'est le CA Independiente qui termine en tête du championnat et remporte le 7e titre de champion d'Argentine de son histoire. Le club se qualifie pour la Copa Libertadores.

## Les 14 clubs participants
| \| Buenos Aires La Plata Rosario \| Villes représentées lors de la saison 1963 |
| Buenos Aires La Plata Rosario                                                  |

- Boca Juniors
- San Lorenzo de Almagro
- River Plate
- Racing Club
- Independiente
- Rosario Central
- Gimnasia y Esgrima (La Plata)
- Huracán
- Chacarita Juniors
- Vélez Sársfield
- Argentinos Juniors
- Estudiantes (La Plata)
- Atlanta
- Banfield - Promu de Segunda Division

## Compétition

### Classement
Le classement est établi en utilisant le barème suivant :
- Victoire : 2 points
- Match nul : 1 point
- Défaite, forfait ou abandon : 0 point

| Rang | Équipe                        | Pts | J  | G  | N  | P  | Bp | Bc | Diff |
| ---- | ----------------------------- | --- | -- | -- | -- | -- | -- | -- | ---- |
| 1    | Independiente                 | 37  | 26 | 14 | 9  | 3  | 53 | 25 | +28  |
| 2    | River Plate                   | 35  | 26 | 13 | 9  | 4  | 48 | 23 | +25  |
| 3    | Racing Club                   | 30  | 26 | 11 | 8  | 7  | 43 | 32 | +11  |
| 4    | Boca Juniors T                | 30  | 26 | 12 | 6  | 8  | 30 | 29 | +1   |
| 5    | Atlanta                       | 28  | 26 | 12 | 4  | 10 | 35 | 37 | -2   |
| 6    | Huracán                       | 27  | 26 | 8  | 11 | 7  | 36 | 31 | +5   |
| 7    | Banfield P                    | 25  | 26 | 7  | 11 | 8  | 36 | 27 | +9   |
| 8    | San Lorenzo de Almagro        | 25  | 26 | 9  | 7  | 10 | 37 | 46 | -9   |
| 9    | Estudiantes (La Plata)        | 24  | 26 | 9  | 6  | 11 | 37 | 43 | -6   |
| 10   | Rosario Central               | 22  | 26 | 6  | 10 | 10 | 34 | 43 | -9   |
| 11   | Argentinos Juniors            | 22  | 26 | 5  | 12 | 9  | 28 | 43 | -15  |
| 12   | Gimnasia y Esgrima (La Plata) | 21  | 26 | 7  | 7  | 12 | 33 | 41 | -8   |
| 13   | Vélez Sársfield               | 20  | 26 | 5  | 10 | 11 | 32 | 44 | -12  |
| 14   | Chacarita Juniors             | 18  | 26 | 4  | 10 | 12 | 25 | 43 | -18  |

|  | Qualification pour la Copa Libertadores 1964      |
|  | T : Tenant du titre P : Promu de Segunda División |

## Bilan de la saison
| Tableau d'Honneur                   |               |
| Compétition                         | Vainqueur     |
| Championnat d'Argentine de football | Independiente |

| Qualifications continentales |               |
| Copa Libertadores 1964       | Independiente |

| Promotions et relégations   |                                                |
| Promus en Primera Division  | Ferro Carril Oeste Newell's Old Boys (Rosario) |
| Relégué en Segunda Division | Aucun (passage de 14 à 16 clubs)               |